# Třída Cassin
Třída Cassin byla třída torpédoborců námořnictva Spojených států amerických. Byla to první z pěti tříd amerických tzv. tisícitunových torpédoborců. Celkem byly postaveny čtyři jednotky této třídy. Torpédoborce byly nasazeny za první světové války, po válce byly tři převedeny k pobřežní stráži a ve 30. letech vyřazeny. Některými prameny jsou k nim počítány ještě čtyři torpédoborce třídy Aylwin.

## Stavba
Stavba této třídy byla objednána roku 1911. Jako první americké torédoborce byly vyzbrojeny rychlopalnými 102mm kanóny. V letech 1912–1915 byly postaveny celkem čtyři torpédoborce této třídy. Na stavbě se podílely loděnice Cramp ve Filadelfii, Bath Iron Works v Bathu, New York Shipbuilding Corporation v Camdenu a Fore River Shipyard v Quincy.
Jednotky třídy Cassin:
| Jméno                | Loděnice        | Založení kýlu | Spuštěna          | Vstup do služby | Osud                                                                    |
| -------------------- | --------------- | ------------- | ----------------- | --------------- | ----------------------------------------------------------------------- |
| USS Cassin (DD-43)   | Bath Iron Works | květen 1912   | 20. května 1913   | červenec 1913   | Roku 1924 převeden k pobřežní stráži (CG-1), 1933 vrácen, 1934 vyřazen. |
| USS Cummings (DD-44) | Bath Iron Works | květen 1912   | 6. srpna 1913     | září 1913       | Roku 1924 převeden k pobřežní stráži (CG-3), 1931 vrácen, 1934 vyřazen. |
| USS Downes (DD-45)   | New York SB     | červen 1912   | 8. listopadu 1913 | únor 1915       | Roku 1924 převeden k pobřežní stráži (CG-4), 1933 vrácen, 1934 vyřazen. |
| USS Duncan (DD-46)   | Fore River      | červen 1912   | 5. dubna 1913     | srpen 1913      | Vyřazen 1935.                                                           |

## Konstrukce

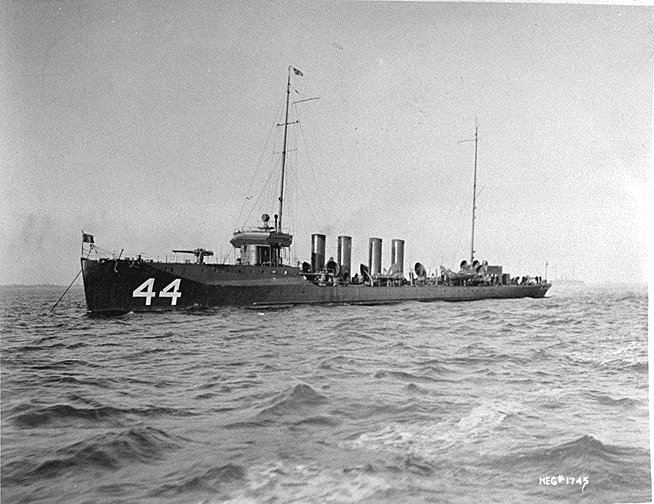
USS Cummings (DD-44)

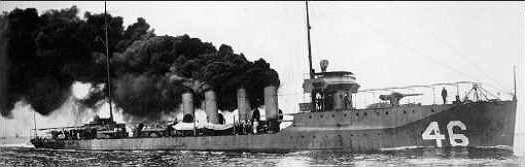
USS Duncan (DD-46)

Základní výzbroj prvních dvou plavidel tvořily tři 102mm kanóny Mk.IX v jednohlavňových postaveních a čtyři dvojhlavňové 450mm torpédomety. Druhý pár nesl čtyři 102mm kanóny. Za války byly přidány dvě skluzavky hlubinných pum a jeden vrhač (Y-gun). Pohonný systém tvořily dvě parní turbíny Parsons, jen či dva parní stroje (VTE) pro cestovní rychlost a čtyři kotle Normand. Lodní šrouby byly dva. Výkon pohonného systému byl 16 000 hp. Nejvyšší rychlost dosahovala 29 uzlů.

## Služba
Všech šest plavidel bylo ve službě za první světové války. Žádný nebyl ztracen. Po zahájení americké prohibice byla tři plavidla převedena k pobřežní stráži a podílela se na pronásledování pašeráckých lodí. Později byla vrácena. Třída byla vyřazena v letech 1934–1935.